# Aorist
Termín aorist (z řeckého „a-horistos“ – „nevymezený“) se užívá u některých jazyků jako označení jistého typu slovesného času, a sice obyčejně jednoduchého minulého času, který nevyjadřuje žádné zvláštní vidové charakteristiky, čímž se liší od jiných časů minulých, jako je imperfektum, perfektum či plusquamperfektum. Typickým příkladem, který splňuje obvyklé charakteristiky aoristu, ačkoliv se tak nenazývá, je německé préteritum. Specifický význam a pravidla užití časů, které jsou označovány jako aorist, se však jazyk od jazyka liší. Mezi jazyky, které disponují slovesným časem označovaným jako aorist, patří klasická řečtina, stará čeština či hornolužická srbština. Do dnešní doby se aorist zachoval v bulharštině a makedonštině. Jako aorist bývá též označován prostý přítomný či spíše časově nevymezený čas v Tolkienových fiktivních jazycích quenijštině a adûnajštině, využívá jej též fiktivní jazyk valyrijština.

## Aorist v češtině
V češtině se používal až do vrcholného středověku, kdy byl spolu s imperfektem vytlačen dodnes používaným préteritem (doplatily především na Husovy reformy). Préteritum se totiž nemátlo s přítomným časem (viz dále) a navíc dokázalo rozlišit i rod podmětu.
Dodnes se používá jen aorist slovesa být, který ale slouží jako součást podmiňovacího způsobu – bych, bys, by, bychom, byste, by (původní tvary aoristu – bych, by, by, bychom, byste, bychu; bys je novotvar).
Dokud ještě čeština aorist měla, tvořil se od minulého kmene (který dostaneme odtržením -l od příčestí minulého) v závislosti na tom, končil-li tento kmen na souhlásku (zavřený) či samohlásku (otevřený kmen). Od zavřeného kmene se tvořil tzv. aorist silný, od otevřeného slabý:
Aorist silný (sloveso vést):
|        | sg   | du     | pl     |
| ------ | ---- | ------ | ------ |
| 1. os. | ved  | vedově | vedom  |
| 2. os. | vede | vedeta | vedete |
| 3. os. | vede | vedeta | vedú   |

Protože se ale tvary tohoto aoristu často překrývaly s tvary přítomného času, byl později nahrazen tzv. mladším aoristem slabým:
|        | sg     | du        | pl       |
| ------ | ------ | --------- | -------- |
| 1. os. | vedech | vedechově | vedechom |
| 2. os. | vede   | vedesta   | vedeste  |
| 3. os. | vede   | vedesta   | vedechu  |

Aorist slabý (sloveso dát):
|        | sg   | du      | pl     |
| ------ | ---- | ------- | ------ |
| 1. os. | dach | dachově | dachom |
| 2. os. | da   | dasta   | daste  |
| 3. os. | da   | dasta   | dachu  |

## Bulharština
Bulharština si na rozdíl od většiny ostatních slovanských jazyků uchovala systém čtyř minulých časů včetně aoristu. Pro srovnání je zde uvedeno časování slovesa водя (voďa) – vést, vodit:
|        | sg           | pl               |
| ------ | ------------ | ---------------- |
| 1. os. | водих vodich | водихме vodichme |
| 2. os. | води vodi    | водихте vodichte |
| 3. os. | води vodi    | водиха vodicha   |

## Srbochorvatština
Srbochorvatský jazykový prostor, který tvoří srbský a chorvatský jazyk aorist zná a často jej používá. To se však liší i dialekt od dialektu. Tento čas totiž postupně také mizí a objevuje se tak stále častěji ve starých textech, než běžné mluvě. Většina dialektů na jihu Srbska (například Kosovsko-resavský) jej však používá velmi často i dnes.
|        | sg                | pl                    |
| ------ | ----------------- | --------------------- |
| 1. os. | odvedoh (одведох) | odvedosmo (одведосмо) |
| 2. os. | odvede (одведе)   | odvedoste (одведосте) |
| 3. os. | odvede (одведе)   | odvedoše (одведоше)   |